# Kostel svatého Mikuláše (Hradec Králové)
Chrám svatého Mikuláše Divotvorce je dřevěný chrám, původně ze slovenské obce Habura, který se dnes nachází v Jiráskových sadech v Hradci Králové. Je v majetku města a je chráněn jako kulturní památka České republiky.

## Dějiny

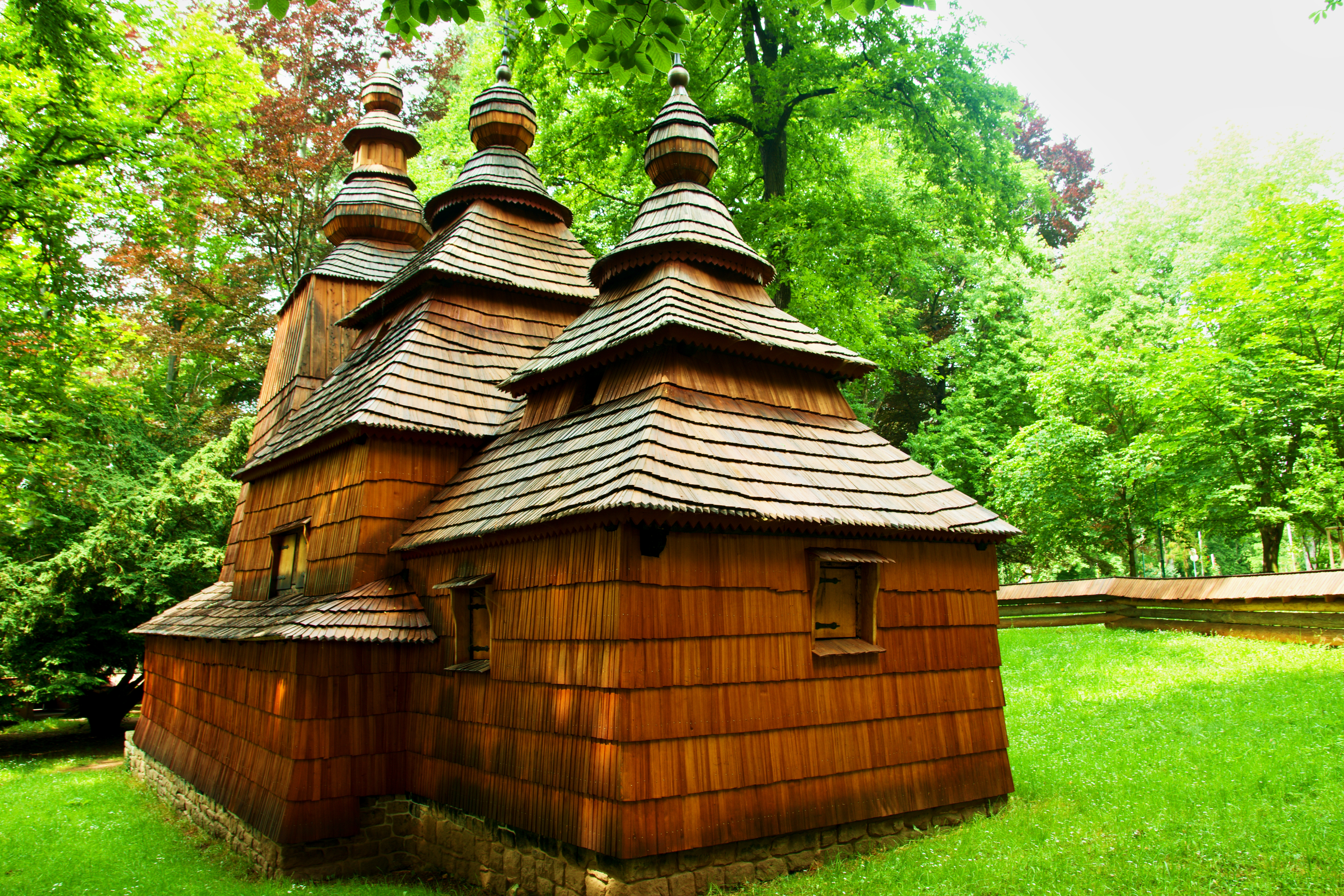
Chrám svatého Mikuláše Divotvorce po rekonstrukci.

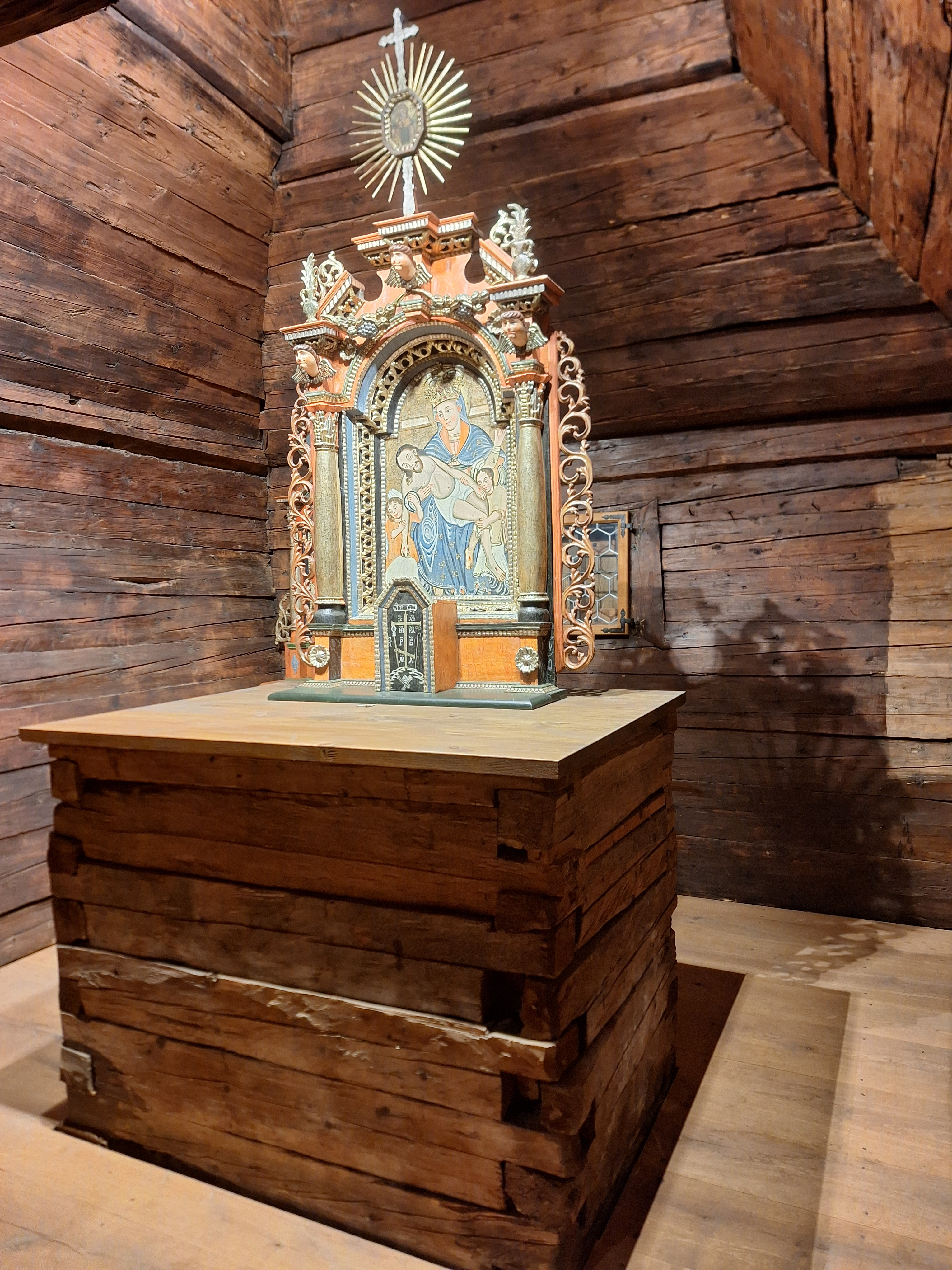
Oltář v interiéru

Kostel byl původně vybudován ve východoslovenské obci Habura jako chrám svatého Michaela archanděla. Dříve se uvádělo, že byl postaven v letech 1505–1510, při přípravě jeho rekonstrukce v roce 2016 však bylo pomocí dendrochronologie zjištěno, že je zhruba o sto let mladší. Jeho dřevo bylo totiž pokáceno mezi lety 1595 až 1607. V roce 1744 byl prodán obci Malá Poľana. Zde byl otevřen v roce 1759 jako řeckokatolický chrám svatého Mikuláše divotvorce. Byl používán až do roku 1915, během první světové války byl poničen. Ve dvacátých létech byl opraven, ale protože byl v obci zbudován nový, zděný chrám, nebyl již využíván. V roce 1934, kdy hrozilo jeho zničení, jej zakoupilo město Hradec Králové díky aktivitě starosty Josefa Václava Bohuslava Pilnáčka. V létě 1934 byl rozebrán a přestěhován do Hradce Králové, kde byl umístěn v Jiráskových sadech. Symbolicky byl otevřen dne 28. října 1935 jako pravoslavný chrám na památku československých legionářů padlých v Rusku. Obec Habura se jej v roce 2007 snažila získat zpátky, ale nakonec si postavila jeho věrnou kopii.

## Současnost
V současné době kostel slouží pouze jako turistická památka. Ve vybraných termínech bývá otevřen veřejnosti a konají se zde prohlídky.

### Návštěvnost
| Rok         | 2019  | 2020 | 2021 | 2022  | 2023  |
| ----------- | ----- | ---- | ---- | ----- | ----- |
| Návštěvnost | 1 705 | 859  | 756  | 1 515 | 2 082 |